# 立花山城の戦い
立花山城の戦い（たちばなやまじょうのたたかい）は、天正14年（1586年）8月に行われた、島津家と大友家の戦いである。立花城の戦いとも。

## 背景
天正14年（1586年）7月27日に高橋紹運以下763名の城兵を全滅させて岩屋城を攻略した島津軍は九州統一のため、次の攻撃目標を紹運の実子で大友家配下の立花家当主・立花宗茂が守る立花山城に定めて進軍した。

## 合戦
島津忠長率いる3〜4万の島津軍は立花山城に向かって進軍、8月中旬には空き城となっていた高鳥居城に布陣し、直ちに城を包囲。3000余の兵と共に籠城する宗茂に対して開城を勧告した。しかし、既に九州征伐を決めていた豊臣秀吉の援軍（小早川隆景・吉川元春ら）が赤間関（現山口県下関市）に到着したとの知らせを受けた宗茂は城の守りを固め秀吉軍が来るまでの時間稼ぎをしたのだった。しかし8月24日、立花山城から宗茂の重臣・内田鎮家が島津軍に対し開城勧告を受け入れると申し出る。これを受けた島津軍は鎮家を人質として立花山城への攻撃を控えたが、これは宗茂の計略だった。島津軍が立花山城を包囲している最中に秀吉配下の毛利軍が豊前の小倉城に進軍。止むを得ず島津軍は撤退をする。
その後宗茂は、直ちに立花山城から兵を率いて出撃。高鳥居城に留まっていた島津配下の星野鎮胤・星野鎮元兄弟を討ち取って高鳥居城を攻略した上、勢いに乗って宝満城と実父・紹運が自刃した岩屋城も奪還したのだった。この戦いにより、島津軍は九州統一を断念せざるを得なくなった。